# Večni derbi
Večni derbi je slovenska nogometna tekma med kluboma NK Maribor in NK Olimpija Ljubljana.
Danes večina medijev in navijačev pojmuje tekme med nogometnima rivaloma NK Maribor in NK Olimpija, ki je bila ustanovljena leta 2005 kot NK Bežigrad in se ima skupaj z navijači za naslednike leta 2004 propadle Olimpije, večni derbi.
Derbi poleg nogometa pogosto zaznamujejo dogodki ob igrišču in občasni izgredi navijaških skupin Viole in Green Dragons.